# Izvor nevtronov
Izvor nevtronov je vsakršna naprava ali snov, ki oddaja nevtrone. Izvori nevtronov se uporabljajo v fiziki, medicini, biologiji, kemiji, pri iskanju nafte in drugod.
Izvori se med seboj lahko močno razlikujejo tako po intenziteti (tj. številu oddanih nevtronov na časovno enoto) in energiji oddanih nevtronov, kot tudi po velikosti ter ceni lastništva in vzdrževanja.
Jedrske reakcije preko katerih lahko nastajajo nevtroni so: jedrska cepitev, zlivanje jeder, interakcija delcev alfa z jedri nekaterih lahkih elementov ter interakcija žarkov gama z jedri berilija ali devterija.

## Manjši izvori nevtronov
Radioaktivni izotopi, ki razpadajo s spontano cepitvijo
Eden izmed možnih razpadov nestabilnih jeder je spontana jedrska cepitev, pri kateri se izsevajo tudi nevtroni
Radioaktivni izotopi, ki razpadejo z razpadom alfa v bližini nekaterih lahkih elementov
Radioaktivni izotopi, ki pri razpadu oddajo žarke gama z visoko energijo in so v bližini berilija ali devterija
Manjši generatorji nevtronov
Manjši generatorji nevtronov, ki delujejo na osnovi pospeševalnika v katerih žarek pospešenih devterijevih ionov trka v tarčo, v kateri se v kovini (tipično v titanu) nahaja devterij ali tritij. V tarči tako pride do zlivanja jeder, pri čemer nastajajo nevtroni.

## Srednje veliki izvori nevtronov
Generatorji nevtronov
Srednje veliki fuzijski reaktorji
Sistemi, kjer zavorno sevanje z visoko energijo povzroči cepitev jeder

## Veliki izvori nevtronov
Jedrski reaktorji
Pri reakcijah cepitev jeder nastanejo nevtroni. Ker tipično pri cepitvi nastanejo od dva do trije nevtroni, za vzdrževanje verižne reakcije pa je potreben samo eden, so jedrski reaktorji močni izvori nevtronov.
Veliki fuzijski reaktorji
Pri mnogih izmed reakcij zlivanja jeder pride do nastanka enega ali več nevronov.
Visoko energijski pospeševalniki delcev
Nevtroni v takih izvorih nastanejo kot posledica interakcije delcev z visokimi energijami (npr. protonov) z materialom v tarči.